# Werticilioza

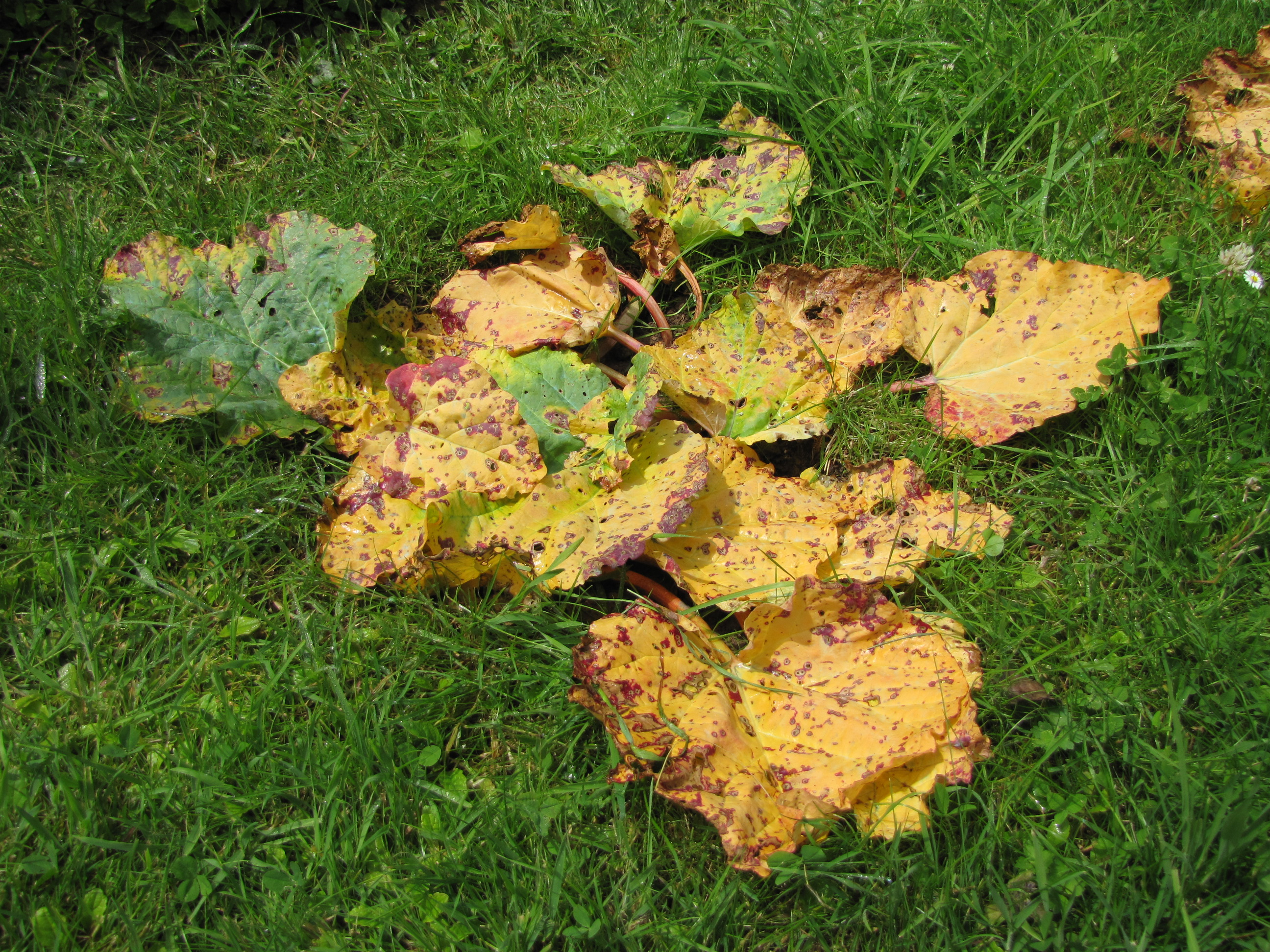
Werticilioza rabarbaru

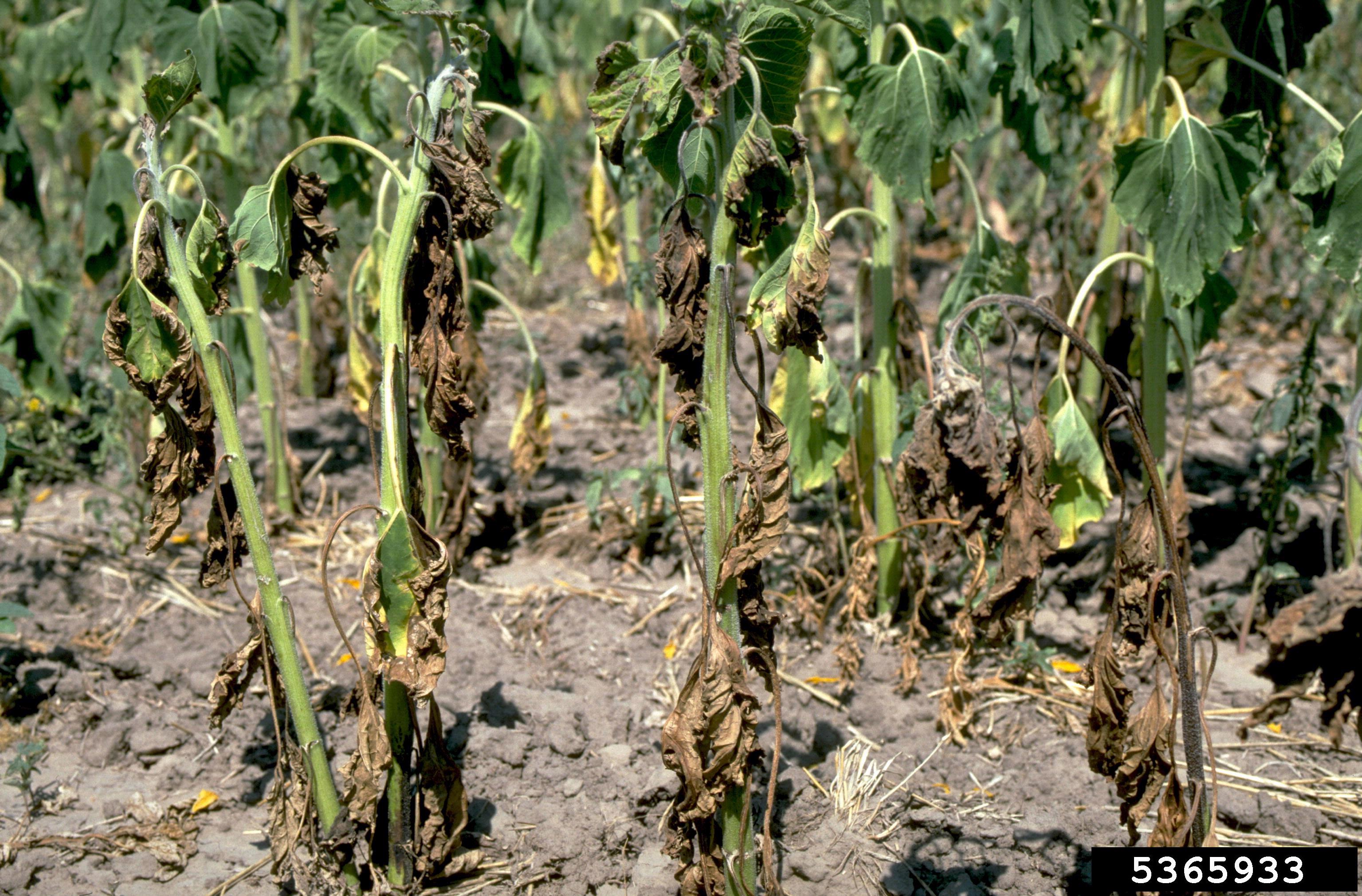
Werticilioza słonecznika

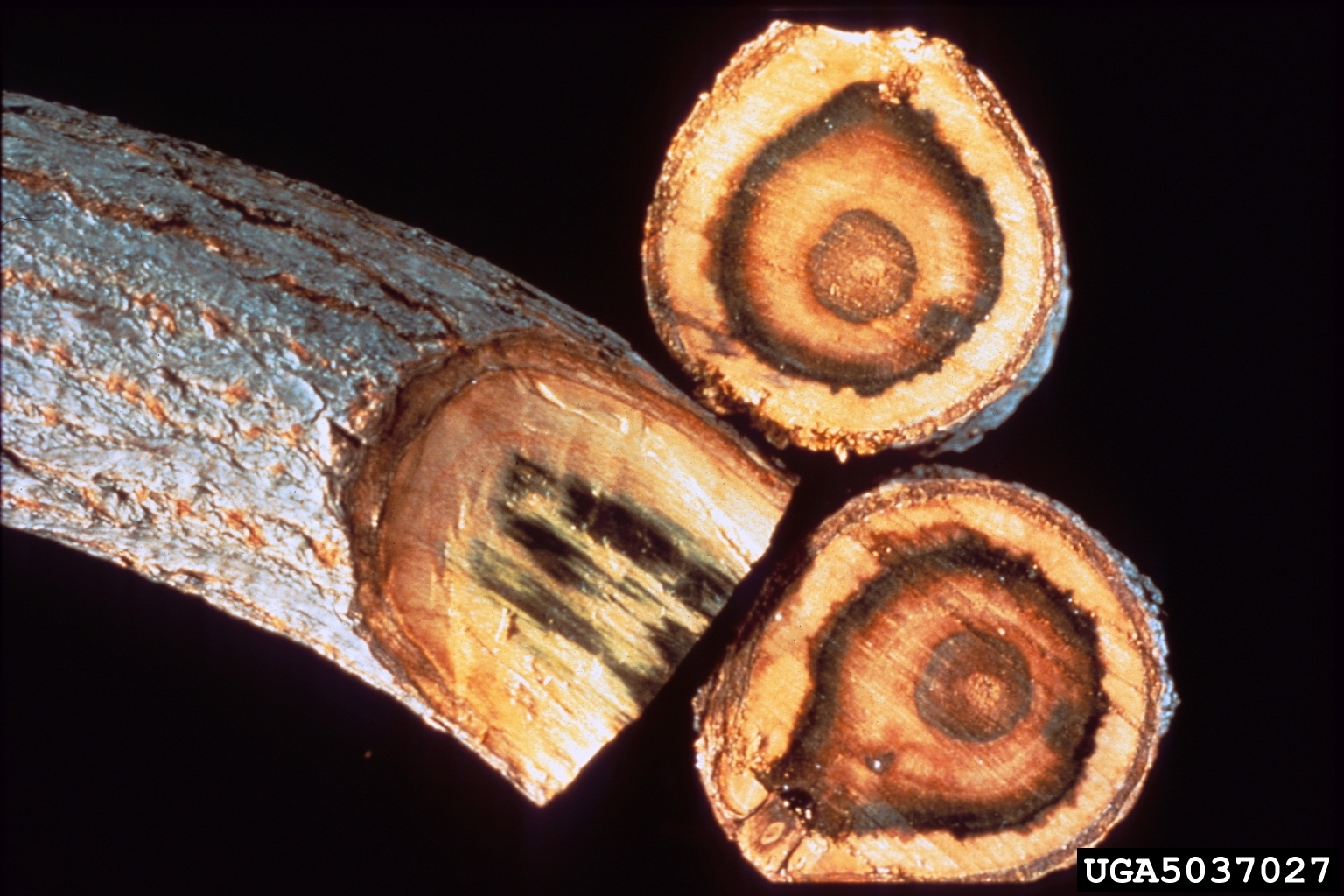
Zbrunatniałe wiązki przewodzące drzewa

Werticilioza – choroba wywołana przez grzyby z rodzaju Verticillium. Głównymi wywołującymi ją patogenami są gatunki Verticillium albo-atrum, Verticillium dahliae i Verticillium tricorpus.
Typowym objawem werticiliozy jest gwałtowne więdnięcie liści. Najpierw na liściach pojawiają się pomiędzy ich nerwami żółte, a potem brunatne przebarwienia. Rośliny tracą turgor, więdną i zamierają. U niektórych roślin przebiega to w odmienny sposób, na przykład jesiony zrzucają zielone liście bez wcześniejszych oznak więdnięcia. Wiązki przewodzące (cewki i naczynia) porażonych roślin, zwłaszcza w korzeniach i dolnej części łodyg, mają nietypową, brunatną lub czerwonawą barwę (jest to widoczne na przekrojonym pędzie). Przy dużej wilgotności powietrza można na nich dostrzec biały nalot grzybni. Pod mikroskopem składa się on z konidioforów z zarodnikami konidialnymi. Grzybnia patogenów rozwija się w naczyniach i cewkach i zatyka je swoją masą, co uniemożliwia przewodzenie wody z solami mineralnymi i powoduje więdnięcie i obumarcie roślin.
Gatunki Verticillium atakują ponad 60 rodzajów różnych roślin, zarówno zdrewniałych, jak i zielnych. U roślin uprawnych wywołują wiele chorób. Większość z nich opisywana jest pod ogólną nazwą jako werticilioza, niektórym jednak nadano odrębne, własne nazwy:
- werticilioza astra (Verticillium dahliae)
- werticilioza buraka (Verticillium albo-atrum)
- werticilioza drzew i krzewów owocowych (Verticillium dahliae, Verticillium albo-atrum)
- werticilioza drzew liściastych (Verticillium dahliae, Verticillium albo-atrum)
- werticilioza chmielu (Verticillium dahliae, Verticillium albo-atrum)
- werticilioza chryzantemy (Verticillium dahliae)
- werticilioza chrzanu (Verticillium dahliae)
- werticilioza gerbery (Verticillium dahliae, Verticillium albo-atrum)
- werticilioza liatry (Verticillium dahliae)
- werticilioza lilaka (Verticillium dahliae, Verticillium albo-atrum)
- werticilioza lucerny (Verticillium albo-atrum)
- werticilioza maliny (Verticillium dahliae, Verticillium albo-atrum)
- werticilioza pomidora (Verticillium dahliae, Verticillium tricorpus)
- werticilioza róży (Verticillium dahliae, Verticillium albo-atrum)
- werticilioza rzepaku (Verticillium longisporum)
- werticilioza słonecznika (Verticillium dahliae, Verticillium albo-atrum)
- werticilioza tojadu (Verticillium dahliae)
- werticilioza truskawki (Verticillium dahliae)
- werticilioza zatrwianu (Verticillium dahliae, Verticillium albo-atrum)
- werticilioza ziemniaka (Verticillium albo-atrum)[5][3][6].

Patogeny zimują w glebie w postaci grzybni przetrwalnikowej na korzeniach porażonych roślin, wytwarzają także mikrosklerocja będące przetrwalnikami i chlamydospory. W glebie mogą przetrwać przez wiele lat. Infekują rośliny przez włośniki i rany, a rośliny zielne nawet przez nieuszkodzoną tkankę okrywającą. Infekcja następuje głównie w podziemnej oraz przyziemnej części rośliny. Choroba z jednej rośliny może przenosić się na drugą przez stykające się korzenie.
Werticilioza to groźna choroba, której zasadniczo nie da się leczyć, można tylko jej zapobiegać. U drzew zdarzają się przypadki samoistnego wyleczenia. Jest to możliwe dlatego, że grzyb ma ograniczone możliwości przerastania między kolejnymi warstwami słojów przyrostów rocznych. Ogólne zasady zapobiegania werticiliozie to:
- uprawa odmian odpornych
- sadzenie tylko zdrowych sadzonek,
- zaprawianie bulw ziemniaka zaprawą z fungicydami. Niszczy to patogeny znajdujące się na powierzchni bulw,
- usuwanie wraz z bryłą korzeniową chorych roślin (należy je spalić),
- stosowanie płodozmianu z kilkuletnimi przerwami w uprawie tego samego gatunku rośliny. Na polu stosuje się zmianowanie ziemniaków ze zbożami i roślinami strączkowymi.